# Westgate Galleria
Westgate Galleria são casas de caridade listadas com o grau II em Westgate Street, Gloucester, actualmente usadas como um pequeno centro comercial. O edifício data de 1787-90, quando foi construído por William Price para a cidade de Gloucester no antigo local do Hospital de São Bartolomeu, fundado no início do século XII.